# Fransk-belgiska tecknade serier
| Fransk-belgiska tecknade serier (bande dessinée, BD) |
| --- |
| - Betydelse – tecknade serier med franskt eller (fransk)-belgiskt ursprung - Kända exempel – Tintin, Spirou, Lucky Luke, Smurfarna, Asterix - Stilar – klara linjen, Marcinelleskolan, komiska äventyrsserier |

Fransk-belgiska tecknade serier  är franskspråkiga serier med upprinnelse i Belgien eller Frankrike. Frankrike och den franskspråkiga delen av Belgien är ett sammanhängande språkområde där samma förlag kan verka, i princip oberoende av nationella gränser. Vad gäller tecknade serier har Frankrike en lång tradition av bildmakande, men det var i Belgien ett antal inflytelserika serier och serietidningar (främst Tintin och Spirou) kom att bilda skola under stora delar av 1900-talet. Franskspråkiga serier från bland annat Schweiz och den fransktalande delen av Kanada (främst Québec) ingår i stor utsträckning i samma serietradition. Det franska ordet för tecknad serie är bande dessinée (förkortat BD).

## Stilar och betydelse
Den franskspråkiga serieproduktionen är möjligen mest förknippad med allåldersserier av typen komiska äventyrsserier – som Tintin, Asterix, Spirou och Lucky Luke. Här återfinns dock även ett rikt utbud av vuxenserier (Thorgal, Blueberry, Adèles extraordinära äventyr med flera), barnserier (Smurferna/Smurfarna, Yakari, Johan, Lotta och Jocko med flera) och humorserier (Gaston, Den unge Spirou, Titeuf med flera). 
Tecknade serier är påfallande högt aktade i den fransktalande delen av Europa och omtalas ofta som "den nionde konstarten". När tidningen Le Monde år 1999 genomförde en läsaromröstning för att ranka 1900-talet 100 främsta böcker nådde fem tecknade serier upp på listan: Tintin av Hergé (#18), Asterix av René Goscinny och Albert Uderzo (#23), Corto Maltese av (italienaren) Hugo Pratt (#62), Blake och Mortimer av Edgar P. Jacobs (#90) samt Gaston av André Franquin (#98). Sedan 1974 anordnas varje år Seriefestivalen i Angoulême, Europas största seriearrangemang, under vilket ett flertal priser och utmärkelser delas ut.

## Historik

### 1830-tal till 1920-tal – rötterna
Den fransktalande schweizaren Rodolphe Töpffer (1799–1846) har i modern serieforskning kommit att lyftas fram som en av seriemediets viktigaste föregångsmän. Under 1830- och 1840-talet publicerades hans sju "histoires en images" ("bildhistorier"). En av dessa – Herr Spindelbens märkvärdiga irrfärder och sällsamma äfventyr till lands och vatten trycktes även på svenska. Namnkunniga fransktalande seriepionjärer var också Gustave Doré (1832–1883) och Félix Nadar (1820–1910), vilka båda inledde sina karriärer som illustratörer åt diverse nyhets- och nöjestidningar.

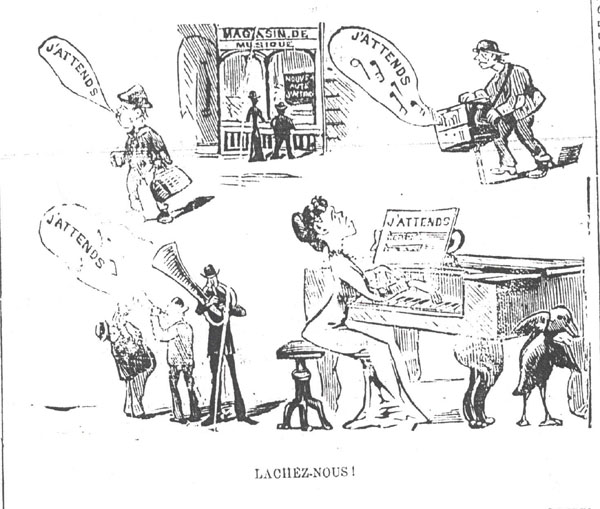
Serieepisoden Jattends! i den fransk-kanadensiska satirtidningen Le Canard (22 september 1883). Ett exempel på tidiga franskspråkiga serier.

De första regelrätta franskspråkiga serierna skapades dock av Georges Colomb. År 1889 började han, under pseudonymen Christophe, teckna serier för barntidningen Le Petit Français illustré; hans serie La Famille Fenouillard, skapad detta år, har fått epitetet "den första franska serien".
Bland de tidigaste kommersiellt framgångsrika franskspråkiga serierna märks Bécassine, skapad 1905 av Jacqueline Rivière och Joseph Pinchon, samt Zig & Puce, skapad 1925 av Alain Saint-Ogan. Den sistnämnda var den första franskspråkiga serien som använde sig av pratbubblor.

### 1930-tal – etableringen
1929 fick Tintin av Hergé premiär i Le Petit Vingtième. Tintin var en av Belgiens tidigaste serier, och den är fortfarande den mest framgångsrika; den har översatts till fler än 50 språk och sålts i över 200 miljoner volymer världen över. 1934 publicerades det första numret av Le Journal de Mickey, fylld med amerikanska Disneyserier. Därmed hade också den första franskspråkiga serietidningen sett dagens ljus. Importen av amerikanska serier började ta fart under 1930-talet, en trend som dock kom av sig i och med andra världskriget. Efterfrågan på tecknade serier höll dock i sig, vilket ledde till en gynnsam marknad för inhemska serieskapare.

### 1940-tal till 1960-tal – guldåldern
Efter krigets slut tog fortfor den inhemska serieproduktionen att växa, mycket tack vare serietidningarna Spirou (utgiven av Dupuis sedan 1938) och Tintin (1946–1988, utgiven av Le Lombard). Dessa två titlar, och konkurrensen dem emellan, kom under 1950- och 1960-talen att driva de fransk-belgiska serierna till nya höjder, och slutligen också sprida dem till den internationella marknaden. 1959 fick de dessutom sällskap av en tredje tidning, Pilote (1959-1989, från Dargaud), vilket främjande serieutbudet ytterligare, både kvantitativt och kvalitativt. Jämte Spirou, Tintin och Pilote spelade också tidningen Vaillant/Pif Gadget (1945–1992 och 2004–2009, från Éditions Vaillant) en betydande roll för 1900-talets franskbelgiska serieproduktion.
Den franskspråkiga serieproduktionen gynnades av att en fransk lag 1949 (jämför Fredric Wertham) förbjöd en mängd serietidningar med amerikanska äventyrsserier, inklusive med Tarzan av Burne Hogarth. Lagen innebar också en hårdare censur av våldsinslag i serier (i Lucky Luke slutade titelfiguren att döda sin motståndare) och ett minimikrav på mängden inhemska serier i serietidningarna. Den nämnde Hogarth var ironiskt nog ett av namnen som bara ett par decennier senare bidrog till att serien började betraktas som en konstart i Frankrike, och efter 1960-talets vuxenserieutveckling har lagen mer eller mindre överlevt sig själv – även om den aldrig avskaffats.
Efterkrigstiden innebar också att utgivningen av seriealbum kom igång på allvar. Medan tidningarna publicerade flertalet av sina serier i följetongsform, kunde de olika förlagen via albumutgivningen samla längre berättelser i en enda utgåva. När de fransk-belgiska serierna mot slutet av 1960-talet började spridas till övriga Europa, var det framför allt som seriealbum de blev kända.

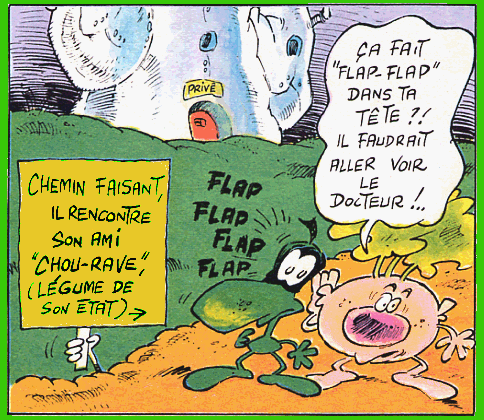
Nikita Mandryka, här med bild ur hans Le Concombre masqué (Den maskerade gurkan) var en av grundaren av den första franska vuxenserietidningen – L'Écho des Savanes.

### 1970-tal till 1990-tal – vuxenserier
På 1970-talet vidgades seriemediet i och med ett kraftigt expanderande utbud av serier riktade till den vuxna publiken. Här spelade ett antal nystartade tidningar en nyckelroll, med titlar som Métal Hurlant (1974–1987 och 2002–2004, publicerad av Les Humanoïdes Associés), À Suivre (1978–1997, från Casterman), Fluide Glacial (sedan 1975, från Audie) samt L'Écho des Savanes och Circus (1972–2006 respektive 1975–1989, från Glénat).
De följande decennierna innebar en viss skiftning av fokus. Flertalet av 1900-talets stora franskspråkiga seriemagasin – däribland Tintin, Pilote, Pif Gadget, Métal Hurlant, À Suivre, Circus och L'Écho des Savanes – gick i graven. Nya förlag etablerade sig – exempelvis Vents d'Ouest (vars utgivning inleddes 1981), Soleil Productions (1982), Delcourt (1986), L'Association (1990), Bamboo (1997). Dessa valde dock bort den draghjälp – eller omväg, beroende på hur man ser det – som serietidningsutgivningen innebar, och fokuserade istället på direktutgivning i albumformat.

### 2000-talet
Trots ökad konkurrens från såväl amerikanska serier (kallade "comics" på den franskspråkiga marknaden) som japansk manga, står alltjämt de inhemska serierna för merparten av serieutbudet i det fransktalande Europa. De flesta av de serieskapare som var med under 1900-talets guldålder har avlidit, eller lagt sitt yrkesverksamma liv bakom sig, men deras figurer lever alltjämt vidare. Flera – med Hergés Tintin som det viktigaste undantaget – har tagits över av nya serieskapare, och somliga ges numera ut på egna förlag.
Samtidigt som de etablerade serierna har blivit starka varumärken utan tecken på att svalna[källa behövs], fortsätter alltjämt nya serier, och nya serieskapare, att röna framgång på inte minst den inhemska marknaden. I konkurrens med manga och nya medier har dock den franska serieexporten de senaste decennierna påtagligt minskat.

## Teckningsstilar
Framför allt två stilar har kommit att förknippas med de franskspråkiga serierna: "klara linjen"-traditionen (även kallad Bryssel-skolan) och Marcinelle-skolan. Den förra representeras framför allt av Hergé och Tintin-tidningen, medan den store föregångaren för den senare är Jijé, vars arv framförallt kom att förvaltas i Spirou. Medan "klara linjen" har enkelhet och tydlighet som riktlinjer, strävar Marcinelle-skolan efter att fånga dynamik och rörlighet.
Om Jijé lyfts fram som Marcinelle-skolans förste, brukar Franquin hävdas som den störste. Därutöver märks framför allt tecknarna Morris, Will, Jean Roba, Victor Hubinon, Eddy Paape, MiTacq och Sirius. Seriemuseet Centre Belge de la Bande Dessinée i Bryssel fokuserar på Marcinelle-skolans företrädare.
Till Bryssel-skolans stora räknas, näst Hergé, framför allt Edgar P. Jacobs, Jacques Martin, Bob de Moor, Roger Leloup och Tibet. På 1970-talet bröt Jacques Tardi ny mark med sin tolkning av klara linjen-stilen, och under 1980-talet etablerade Yves Chaland en nostalgiskt motiverad retro-tolkning, "den anatomiska stilen".
Vissa tecknare, bland andra Peyo och Maurice Tillieux, kan hävdas ligga i gränslandet mellan de båda skolorna.
I och med 1970-talets vuxenserievåg kom även de realistiskt tecknade serierna att utgöra en stor del av det franskspråkiga utbudet.

### Mangapåverkan
Under början av 2000-talet har den stora franska importen av manga lagt grunden för en ökad japansk påverkan på den franskspråkiga produktionen. Tjockare album, ibland i mindre format och/eller i svart-vitt, har blivit vanligare. Samtidigt har ett antal samarbeten inletts mellan Asien och Europa, där både förlag och serieskapare från de båda kontinenterna ingått samarbeten. Manusförfattaren Frédéric Boilet har varit en av de mest produktiva deltagarna i denna nya trend, där förlag som spansk-brittiska Fanfare/Ponent Mon och japanske serieskaparen Jirō Taniguchi (se Haruka na machi e) bidragit. Boilet har för delar av de här nya serierna, där japaner gjort manga med fransk/realistisk inriktning, myntat begreppet La nouvelle manga ('den nya mangan').

## På svenska

### Fram till 1950-talet
Redan 1847 utkom Rodolphe Töpffers Herr Spindelbens märkvärdiga irrfärder och sällsamma äfventyr till lands och vatten på D.F. Bonniers förlag. Detta var den första franskspråkiga serien som nådde den svenska marknaden. Dessutom var denna utgåva också den första svenskspråkiga seriepublikationen över huvud taget och inspirerade den svenska seriepionjären Fritz von Dardel.
Därefter var utbudet på den svenskspråkiga marknaden skralt. När den svenska serietidningsmarknaden väl tog fart på 1950-talet, var det framför allt med serier från den amerikanska seriemarknaden kompletterat av svenska originalserier.
En del fransk-belgiska serier lyckades trots allt nå även den svenska marknaden. Där fanns Tintin, som gick som följetong i veckotidningen 25:an/Familjejournalen 1948–1955, Lucky Luke, som publicerades under namnet Tursamme Tony i serietidningen Lasso 1953–1954, samt Spirou som under titeln Spirre gick i Rekord-Magasinet 1952–1966. Dessutom trycktes flera korta, fristående serier från förlaget Le Lombard i bland annat serietidningen Fantomen 1959–1961, och serier av Christian Mathelot publicerades under 1950-talet i flera svenska serietidningar – bland annat i Lasso och Seriemagasinet.

### Albumutgivning 1960–1980
1960–1962 publicerades de första moderna fransk-belgiska seriealbumen i svensk översättning. Albert Bonniers förlag gav ut Tintin-albumen "Kung Ottokars spira", "Den mystiska stjärnan", "Enhörningens hemlighet" och "Rackham den Rödes skatt" (i hårda pärmar enligt franskt manér). Därefter avstannade utgivningen.
1966 började Hemmets Journals förlag ge ut serietidningen Banggg, som till största delen fylldes av franskspråkiga serier som Michel Valliant, Bernard Prince, Rick Hart, Tintin och Dan Cooper. Utgivningen avslutades dock efter ett drygt år och 61 nummer. Så dags hade man även hunnit ge ut ett album med Michel Valliant – "Föraren utan ansikte".
1968 återupptog Illustrationsförlaget – sedermera Carlsen/if – utgivningen av Hergés Tintin, nu i ny översättning. Till skillnad från Bonniers Tintin-utgivning, blev Carlsens försök lyckat. Den innebar starten för förlagsetiketten Carlsen Comics, som under 1970- och 1980-talen skulle komma att introducera en stor mängd fransk-belgiska serier på den svenska marknaden och bli en av de största aktörerna på den svenska seriemarknaden.
Carlsens Tintin-utgivning fick också som följd att flera andra förlag påbörjade albumutgivning. Hemmets Journals förlag inledde 1970 sin utgivning av Asterix, och Bonniers började 1971 ge ut Lucky Luke. Samma år sjösatte Semic Press etiketten Trumfserien, där man publicerade bland annat Tim och Tommy, Buck Danny, Spirre och Blårockarna. 1973 började Coeckelberghs ge ut Peyos serier.
Såväl Coeckelberghs utgivning som Trumfserien avbröts dock redan efter några år. Flera av dessa serier hamnade istället hos Carlsen, vars utgivning breddades kraftigt under 1970-talet. Lucky Luke förblev dock hos Bonniers, och Asterix blev kvar hos Hemmets Journal. Hemmets Journal gjorde också ett kortlivat försök att återuppliva Banggg, nu under titeln Champion; även denna utgivning blev kortvarig, men man hann ge ut ett album vardera av Michel Valliant och Rick Hart.

### Albumutgivning 1980-2000

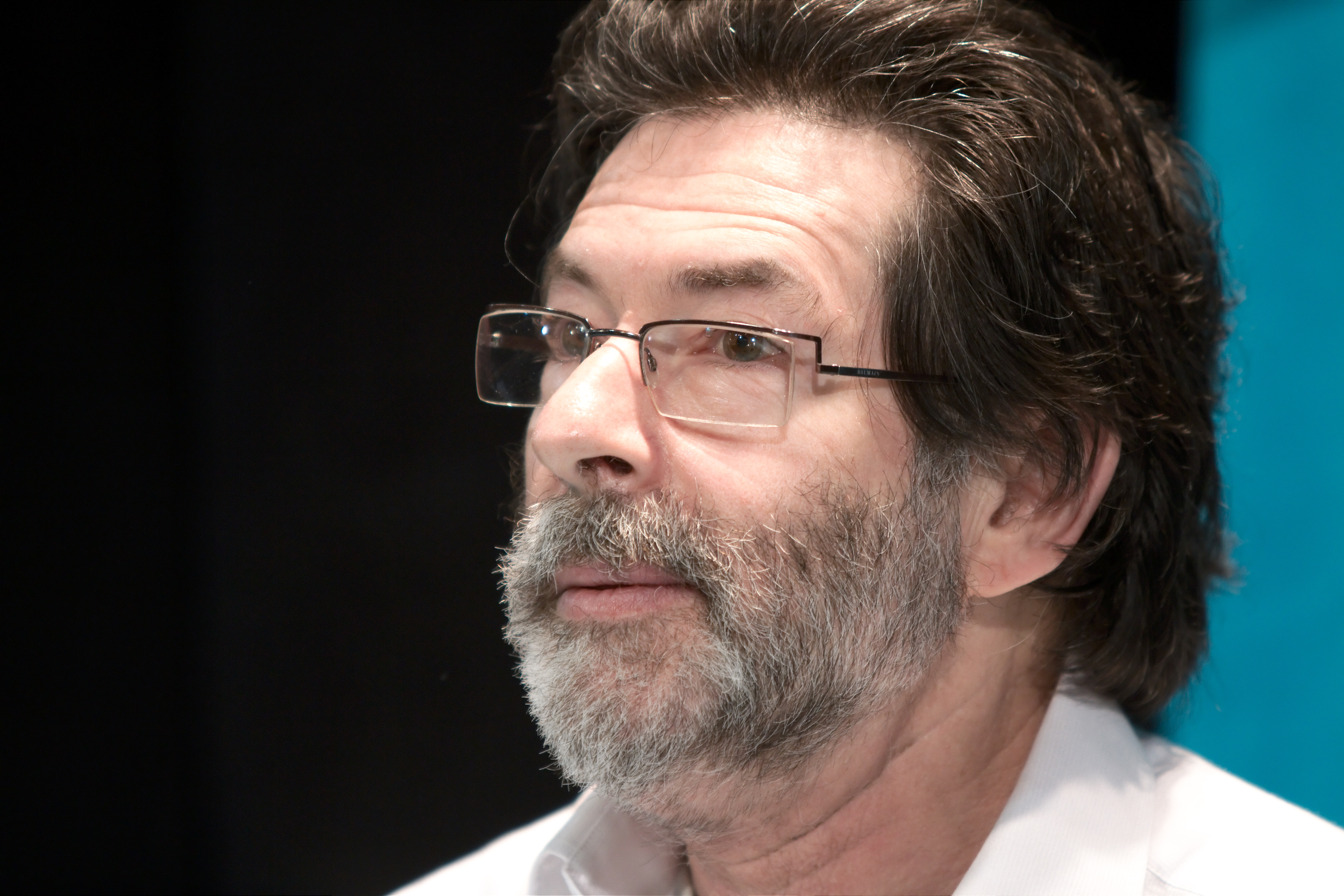
Max Cabanes syntes i Epix/Medusas utgivning med fem album, varav tre publicerades via tidningen Epix.

Under 1980-talet gjorde såväl Semic som Hemmets Journal – sedermera under namnet Serieförlaget – och Bonniers nya ungdomsförlag Bonniers Juniorförlag ytterligare försök med albumutgivning av franskspråkiga serier. Bland annat märks paraplytitlarna Örn-serien från Semic (med serier som Clifton, Yoko Tsuno och Rick Hart) och Super-Tempo från Hemmets Journal (med Al & Brock, Bob Morane med flera). Andra förlag som gjorde försök med att översätta franska seriealbum inkluderade Allers förlag (Frank – Världsreportern, Småfolket med flera) och Winthers förlag (Bruno Brazil, Al & Brock, Clifton med flera).
Carlsen köptes 1980 upp av Bonniers, och var även större delen av 1980-talet den främsta aktören vad gällde franskbelgiska serier på svenska. Här återfanns, jämte Tintinskaparen Hergés serier, även namn som Derib, Franquin, Peyo, Pierre Christin, Enki Bilal, Jacques Tardi, Jean Giraud och många andra.
1984 inledde Epix förlag (i sin första inkarnation som RSR Epix) sin utgivning, efter att systerförlaget Medusa börjat i lite mindre skala två år tidigare. Fokus låg framför allt på vuxenserier från skilda delar av världen, och man kom att introducera den svenska publiken för serier från bland annat Les Humanoïdes Associés och À Suivre.
1990-talet innebar en drastisk minskning av fransk-belgiska serier – liksom av serier i allmänhet – på den svenska marknaden. Bonnier lät Carlsen och Juniorförlaget gå samman för att bilda Bonnier Carlsen; vilket föramför allt kom att satsa på barnböcker och i mindre utsträckning på serier. Epix förlag fortsatte sin utgivning, men kraftigt marginaliserat efter den första förlagsinkarnationen RSR Epix konkurs 1993. Det lilla förlaget Bokfabriken (en svensk avläggare av danska Bogfabrikken) hade en smärre utgivning några år mot slutet av decenniet. Semic Press gick, jämte flera andra förlag, upp i Serieförlaget, nu med namnet Egmont Serieförlaget (senare Egmont Kärnan) efter den danska moderkoncernen. Egmont tog i början av decenniet över rättigheterna till Lucky Luke och fortsatte sin Asterix-utgivning samt några andra titlar. I övrigt var emellertid den svenska albumutgivningen vid millennieskiftet i princip obefintlig. Fokus hos de svenska förlagen lades samtidigt om till vad som kom att utvecklas till den svenska manga-vågen, medan ett antal mindre förlag fortsatte att ge ut svenska originalserier.

### Albumutgivning under 2000-talet
1999 hade dock Carlsen Comics inlett sin utgivning av Hergés samlade verk, vilket blev inledningen till flera liknande samlingsutgåvor med Lucky Luke, Spirou, Asterix och Gaston, samtliga utgivna av Egmont och delvis omfattande material tidigare outgivet på svenska. Egmont fortsatte ge ut nya album med Asterix, Spirou och Lucky Luke, och Carlsen genomförde 2004–2005 en ambitiös nyöversättning av Tintin-albumen, denna gång utgivna i kronologisk ordning.
Under senare häften av 00-talet började utbudet av fransk-belgiska serier på den svenska marknaden repa sig något. Det största enskilda förlaget för franskspråkiga serier i svensk översättning har sedan millennieskiftet varit Albumförlaget, som sedan 2008 ger ut traditionella fransk-belgiska äventyrsserier av Alejandro Jodorowsky, Dany, Christophe Arleston med flera.
Därutöver har Ordfront Galago sedan 2004 publicerat Marjane Satrapis serier, och 2006–2009 lät Komika förlag publicera serier från företrädare för den nya generationen franskbelgiska serietecknare – Yves Chaland, Lewis Trondheim, Joann Sfar och Stanislas Barthélemy. 2006 gav Egmont dessutom ut Sfars Rabbinens katt. 2007 gavs de afrikanska serieskaparna Faustin Titis och Eyoum Nganguès franskproducerade En evighet i Tanger ut av Bokförlaget Tranan.
2009 gav det danska serieförlaget Faraos Cigarrer ut Mœbius' och Alejandro Jodorowskys åttiotalsklassiker Inkalen i en svensk samlingsutgåva, och Wibom books inledde sin utgivning av Julien Neels Lou!. Året därpå inledde Agerings bokförlag sin utgivning av Stéphane Heuets serieversion av Marcel Prousts På spaning efter den tid som flytt, Kolik förlag gav ut Nancy Peñas Katten och kimonon, Ordfront Galago publicerade Zeina Abiracheds Svalornas lek: dö, resa, återvända, och Marguerite Abouets första album om Aya från Yopougon gavs ut på Papamoscas förlag. 2011 publicerade Kolik förlag Kiki från Montparnasse av Catel Muller och José-Louis Bocquet.

### Senare års serietidningsutgivning
Sedan 1970-talet har flera franska albumserier nått den svenska publiken som följetong i serietidningar som Fantomen (Bernard Prince, Blueberry, Bruce J. Hawker, Thorgal, Jerome K. Bloche med flera), Seriemagasinet och SM Special (Marc Dacier, Jaktfalkarna, Dan Cooper med flera), Magnum Comics (Bruno Brazil, Dick Herisson med flera) och Agent X9 (XIII, Largo Winch, Wayne Shelton, I.R.$, Niklos Koda med flera).
Norbert Morandières och Roger Lécureux' indianserie Kapten Apache hade en egen svensk serietidning 1980-1981. Det var Semics Apache, vilken också innehöll Lucky Luke.
Smurfarna har, utöver albumserien, också i flera omgångar haft en egen serietidning. Första vändan var 1992–1993 (med biserier som bland andra Peyos Katten Karlsson och Jean Robas Bullen), och de senare kom 2002–2003 samt sedan 2011.

## Serieskapare och serier
Nedan listas ett antal viktigare serieskapare och serier som inte redan nämnts i ovanstående historiska genomgång.
| - Christophe Arleston (Lanfeust från Troy) - Enki Bilal (Nikopoltrilogin) - Christophe Blain (Isaac le Pirate, Donjon) - Claire Bretécher (De frustrerade) - Raoul Cauvin (Blårockarna, Spirou, Agent 212) - Pierre Christin och Jean-Claude Mézières (Linda och Valentin) - François Craenhals (Fenomenala fyran, Riddar Eldhjärta) - Dany (Oliver och Colombina) - Stephen Desberg (Gaspard, I.R.$., Billy the Cat) - Jean Dufaux (Niklos Koda, Jessica Blandy) - Xavier Fauche och Jean Léturgie (Percevan, Lucky Luke) - Philippe Francq (Largo Winch) - Fred (Filemon) - Marcel Gotlib (SuperDupont) | - Jidéhem (Sofie) - André Jobin (Yakari, Pythagoras) - Gérard Lauzier (Sånt är livet, Al Crane) - Raymond Macherot (Clifton, Sibyllina, Klorofyll) - Christian Mathelot [Kapten X, Piratens son) - Bob de Moor (Barelli, Johan och Stefan) - Eddy Paape (Marc Dacier, Luc Orient, Valhardi) - Marcel Remacle (Kapten Gråskägg, Viktor Viking) - Jean Roba (Bullen) - Lewis Trondheim (Kaninos fantastiska äventyr, Donjon) - François Walthéry (Natascha, Lukas och Sylvester) - Albert Weinberg (Dan Cooper, Barracuda) - Will (Tim och Tommy, Isabelle) - Zep (Titeuf, Captain Biceps) |

## Serieförlag (i urval)
| Förlag med huvudsakligen inhemsk produktion - Dupuis (grundat 1922) - Casterman (grundat 1780, serieutgivning sedan 1934) - Dargaud (grundat 1936) - Le Lombard (grundat 1946) - Glénat (grundat 1969) - Les Humanoïdes Associés (grundat 1974) - Audie (grundat 1975) - Vents d'Ouest (grundat 1981) - Soleil Productions (grundat 1982) - Delcourt (grundat 1986) - L'Association (grundat 1990) - Bamboo (grundat 1997) Nedlagda - Éditions Vaillant (1945–1993) | Serier på egna förlag - Asterix (Les Éditions Albert René, grundat 1979) - Blake och Mortimer (Éditions Blake et Mortimer, grundat 1982) - Lucky Luke (Lucky Comics, grundat 1999) - Marsupilami, Gaston med flera (Marsu Productions, grundat 1986) Förlag med huvudsakligen manga-import - Pika Édition (grundat 1999) - Kurokawa (grundat 2005) - Kana (grundat 1996) Förlag med huvudsakligen "comics"-import - Hachette (Disneyserier etc.) - Panini Comics (Marvel Comics med flera) - Urban Comics (DC Comics etc.) |

## Flamländska serier
Flamländska belgiska serier (med nederländska som originalspråk) är influerade av de franskspråkiga serierna, men de brukar likväl särskiljas från dessa. Bland de flamländska serierna märka framför allt Willy Vandersteens Finn och Fiffi, Jef Nys Peter och Alexander,  Frank Sels Silverpilen, Marc Sleens Nero, och Merhos De Kiekeboes. Av dessa är det huvudsakligen Finn och Fiffi som nått internationella framgångar. Det ledande flamländska serieförlaget är Standaard Uitgeverij.